# Hage
Der Flecken Hage (ostfriesisch: Haag) ist eine Gemeinde und der Verwaltungssitz der Samtgemeinde Hage in Ostfriesland.

## Geografie
Hage liegt als Straßensiedlung auf einem ehemaligen Seedeich, am nördlichen Rand der ostfriesischen Geest zwischen Norden und Arle. In der vorgelagerten Marsch fließt entlang des Geestrandes das Hager Tief, und weiter westlich des Ortes davon abzweigend verläuft in süd-nördlicher Richtung, schon in Höhe des Ortes Lütetsburg, das Marschtief. Im östlich gelegenen Ort Berum und dem westlich gelegenen Lütetsburg gab es Häuptlingssitze. Im westlichen Hage befand sich eine Burg.

## Geschichte

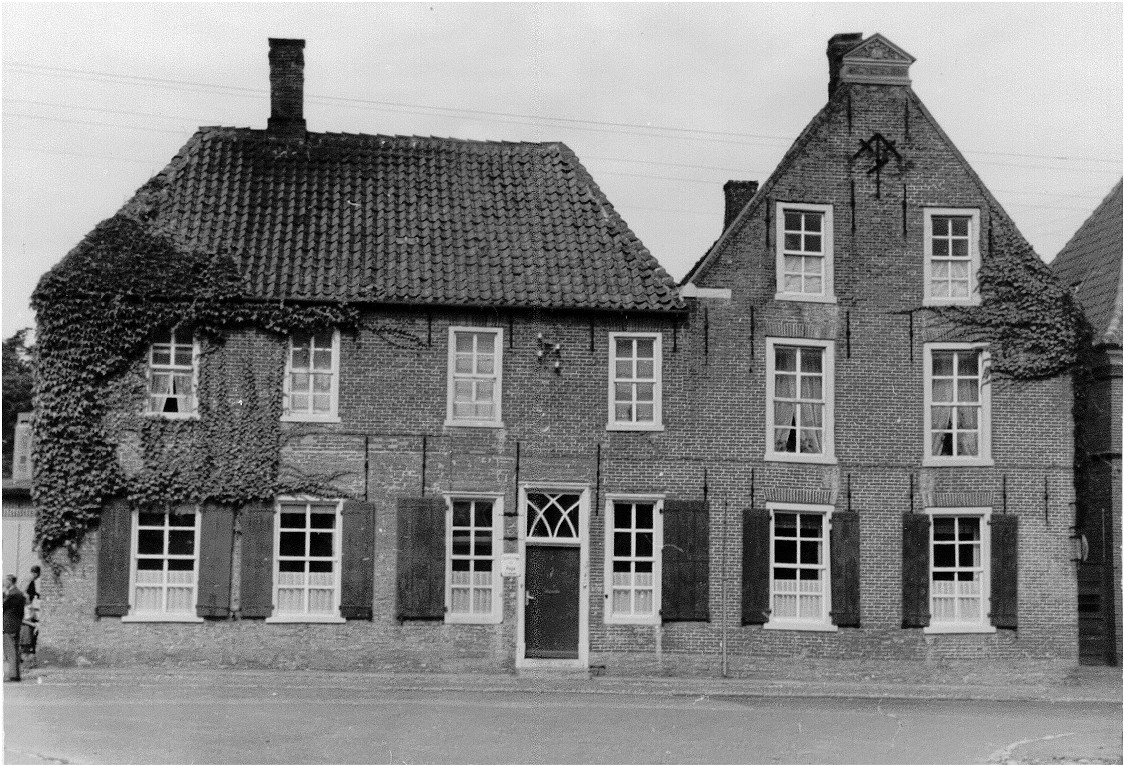
Hage Altes Rathaus

### Erste Siedlungsspuren und Hoch-Mittelalter
Hage entstand vermutlich am Ausgang des 12. Jahrhunderts an einem alten Handelsweg aus der Bronzezeit. An dem sogenannten „Hagherweg“ wurden erste Siedlungen nachgewiesen: Hilgenbur und Vnuggenbur.
Im frühen 13. Jahrhundert finden sich Berichte über ein klösterliches Leben in Hage. Zunächst entstand ein Benediktinerinnen-Kloster, allerdings kann die Existenz des wahrscheinlich 1235 verlassenen St.-Annen-Klosters nicht eindeutig nachgewiesen werden. Ab Mitte des 13. Jahrhunderts folgte den Nonnen ein Mönchskloster der Dominikaner.
Um das Jahr 1250 war die Ansgari-Kirche fertiggestellt. Bis heute beherrscht sie das Ortsbild des Fleckens.

### Spätes Mittelalter
Urkundlich erwähnt wird Hage jedoch erst nach 1400 und zwar als Haghene, Hagha oder Haghe, was so viel wie „hoch zusammenhängen“ bedeutet. Zum ersten Mal findet sich der Name Hage im Ostfriesischen Urkundenbuch ca. 1410.
Eine besondere Bedeutung für die Entwicklung des Ortes kommt der ostfriesischen Adelsfamilie Hinkena zu. Mit ihrer Burg, deren Westflügel noch heute zu sehen ist, sicherte sie den alten Handelsplatz Hage. 1466 ging die Burg mit den dazugehörigen Ländereien in den Besitz der Kirche über und diente viele Jahrhunderte der Finanzierung einer zweiten Hager Pastorenstelle, der so genannten Westerpastorei.

### 17. und 18. Jahrhundert
Im 17. Jahrhundert zog Wohlstand in Hage ein, der bis etwa 1715 andauerte und ab dem Sturmflutjahr 1717 (Weihnachtsflut, 2800 Todesopfer in Ostfriesland) wieder schwand. Auch erhielt Hage im Jahre 1656 das Marktrecht und konnte sich fortan „Marktflecken“ nennen. Gemäß der damals verliehenen fürstlichen Urkunde (11. September 1656) durfte Hage zwei Märkte pro Jahr abhalten. Diese Tradition setzt sich bis in die heutige Zeit fort.

### 19. Jahrhundert
Im frühen 19. Jahrhundert (1817–1819) erhielt Hage erstmals eine gepflasterte Steinstraße. Wo zuvor nur ein schmaler, mit Bäumen gesäumter und häufig kaum befahrbarer „Hagherweg“ gewesen war, entstand mit Hilfe einer holländischen Straßenbaufirma die neue Straße.

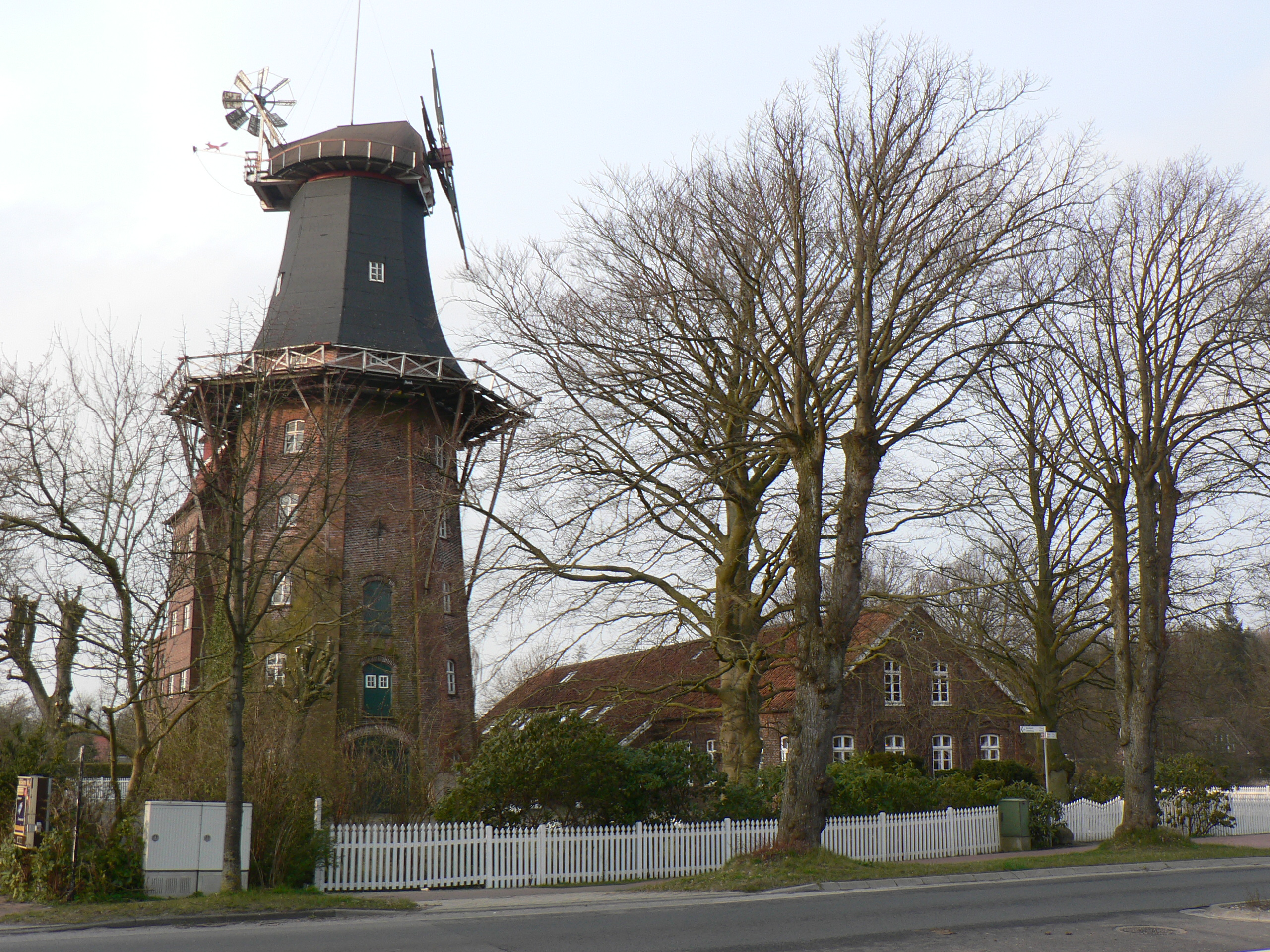
Hager Mühle

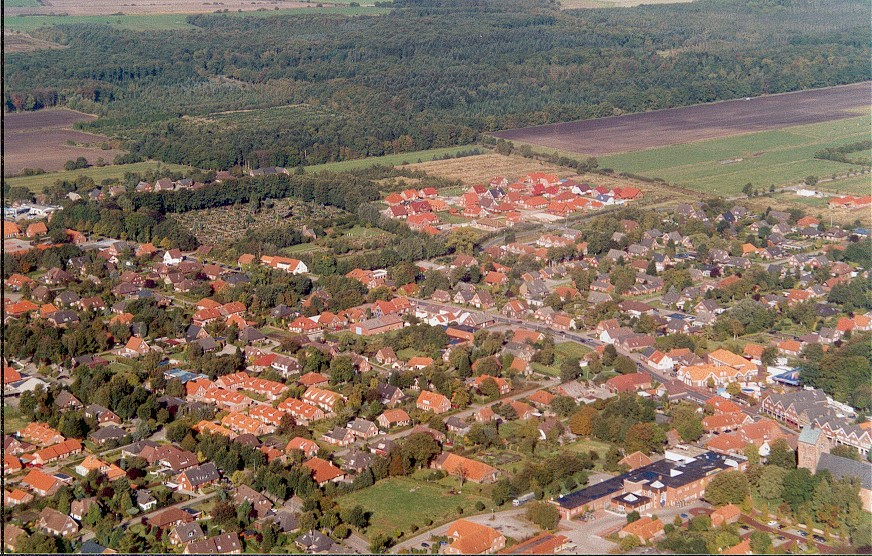
Hage

Ein weiteres Gebäude, welches das Ortsbild beherrscht, ist die achtstöckige Hager Windmühle, ein achtkantiger Galerieholländer mit fünfstöckigem Ziegelunterbau. Mit ihrer Höhe von 30,20 Metern bis zur Kappenspitze ist sie heute die höchste Windmühle Deutschlands und eine der höchsten Mühlen Europas. Sie wurde 1872/73 erbaut und 1880 nach Brand um eine Etage aufgestockt.

### 1900–1959
Ende 1914 errichtete die Kaiserliche Marine aufgrund der strategischen Lage unmittelbar nördlich der Ortschaft den Luftschiffhafen Hage, der bis 1915 mit vier großen Luftschiffhallen fertiggestellt war. Hage war einer der Hauptangriffsstützpunkte der Luftschiffe gegen Großbritannien im Ersten Weltkrieg. Im Jahre 1917 wurden die Luftschiffe aufgrund stetig steigender Luftangriffe alliierter Flieger weiter landeinwärts verlegt. Die Hallen mussten 1921 entsprechend den Bestimmungen des Versailler Vertrages hin abgerissen werden. Das Gelände wurde ab 1937 von der Luftwaffe erneut als Einsatzhafen genutzt.

### 1960 bis heute
Einhergehend mit einem Strukturwandel zu Beginn der 1960er Jahre sank der Anteil der Erwerbspersonen in der Landwirtschaft 1961 auf 30,2 Prozent und 1965 auf 26,1 Prozent. Kleine Familienbauernhöfe verschwanden zusehends. Neue Straßen und Wirtschaftswege wurden gebaut und die ersten Windräder zur Stromerzeugung wurden installiert. Im Oktober 1963 erfolgte die Einweihung des neuen Rathauses. 1965 schloss sich Hage mit Berum, Blandorf-Wichte, Lütetsburg und Westdorf zur Samtgemeinde Hage zusammen. Nachdem sowohl der Personenverkehr der Deutschen Bundesbahn 1983 als auch 1989 der Güterzugbetrieb eingestellt worden war, gründete sich ein Betreiberverein für den Museumszug Küstenbahn Ostfriesland. Diese Museumsbahn hält seitdem am ehemaligen Hager Bahnhof.
In den 1980er und 1990er Jahren entwickelte sich Hage zu einem ländlichen Zentrum mit Einkaufs- und Freizeitbereich. 2006 wurde der ehemalige Hager Bahnhof abgerissen, der durch den Brand des Dachstuhls beschädigt war. Im gleichen Jahr begann der Bau der Entlastungsstraße, der 2010 abgeschlossen wurde.

### Eingemeindungen
Am 1. Juli 1972 wurden die Gemeinden Berum und Blandorf-Wichte in den Flecken Hage eingegliedert.

## Religionen
Kirchen

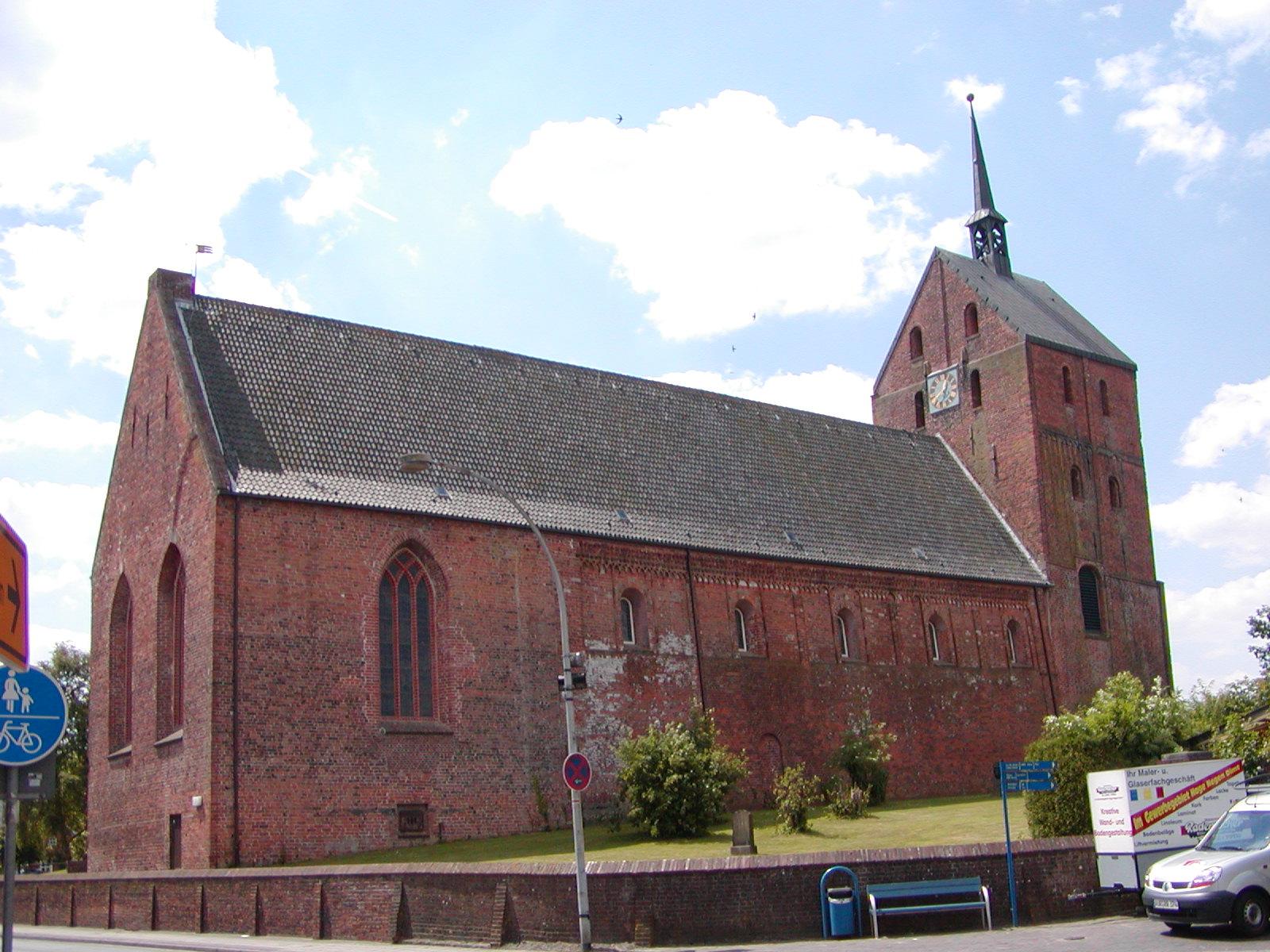
Ansgarikirche im Jahr 2006

- Evangelisch-lutherische St.-Ansgari-Kirche (Hage)
- Römisch-katholische Kirchengemeinde St. Ludgerus (Kirche St. Wiho, Außenstelle der Norder Gemeinde)

Freikirchen
- Die Freie evangelische Gemeinde Hage hat sich 2006 aufgelöst. Ihre ehemaligen Mitglieder gehören heute zu den Freien evangelischen Gemeinden in Norden (Ostfriesland) und Aurich.

Andere Religionsgemeinschaften
- Neuapostolische Kirche
- Jehovas Zeugen

## Politik

### Gemeinderat
Der Rat der Gemeinde Hage besteht aus 18 Ratsfrauen und Ratsherren. Dies ist die festgelegte Anzahl für die Mitgliedsgemeinde einer Samtgemeinde mit einer Einwohnerzahl zwischen 6001 und 7000 Einwohnern. Die 18 Ratsmitglieder werden durch eine Kommunalwahl für jeweils fünf Jahre gewählt. Die aktuelle Amtszeit begann am 1. November 2021 und endet am 31. Oktober 2026.
Der Gemeinderat wählte das Gemeinderatsmitglied Egon Völlkopf (SPD) zum ehrenamtlichen Bürgermeister für die aktuelle Wahlperiode.
Die letzte Kommunalwahl vom 12. September 2021 ergab das folgende Ergebnis:
| Partei                | Anteilige Stimmen | Anzahl Sitze |
| --------------------- | ----------------- | ------------ |
| SPD                   | 60,57 %           | 11           |
| CDU                   | 26,99 %           | 5            |
| Bündnis 90/Die Grünen | 9,49 %            | 2            |
| Die Linke             | 2,95 %            | 1            |

Die Wahlbeteiligung bei der Kommunalwahl 2021 lag mit 61,68 % geringfügig über dem niedersächsischen Durchschnitt von 57,1 %. Zum Vergleich – die Wahlbeteiligung bei der Kommunalwahl 2016 lag mit 59,11 % über dem niedersächsischen Durchschnitt von 55,5 %. Bei der vorherigen Kommunalwahl vom 11. September 2011 lag die Wahlbeteiligung bei 54,32 %.

### Bürgermeister
Seit Oktober 2021 ist Egon Völlkopf ehrenamtlicher Bürgermeister des Fleckens Hage. Der Gemeinderat wählte ihn einstimmig in das Bürgermeisteramt. Bei der Samtgemeindebürgermeisterwahl 2021 setzte sich Erwin Sell (SPD) in einer Stichwahl gegen Sven Behrens (CDU) durch.

### Wappen
| Wappen von Hage | Blasonierung: „Die Farben des Wappens sind Blau-Gold; sie zeigt die Symbole geteilter Schild, oben in Blau ein wachsender, rotbewehrter goldener Löwe, unten in Gold ein blaues Gatter.“ |
| Wappen von Hage | Wappenbegründung: Das Wappen des Fleckens Hage wurde bei Einrichtung der Samtgemeinde Hage durch die Gebietsreform in Niedersachsen als Wappen der Samtgemeinde übernommen. Die Farben sind Blau-Gold. Die Farben sind identisch mit jenen der Stadt Norden und weisen auf die Zugehörigkeit der Samtgemeinde zum Norderland hin. |

## Kultur und Sehenswürdigkeiten

### Sehenswürdigkeiten

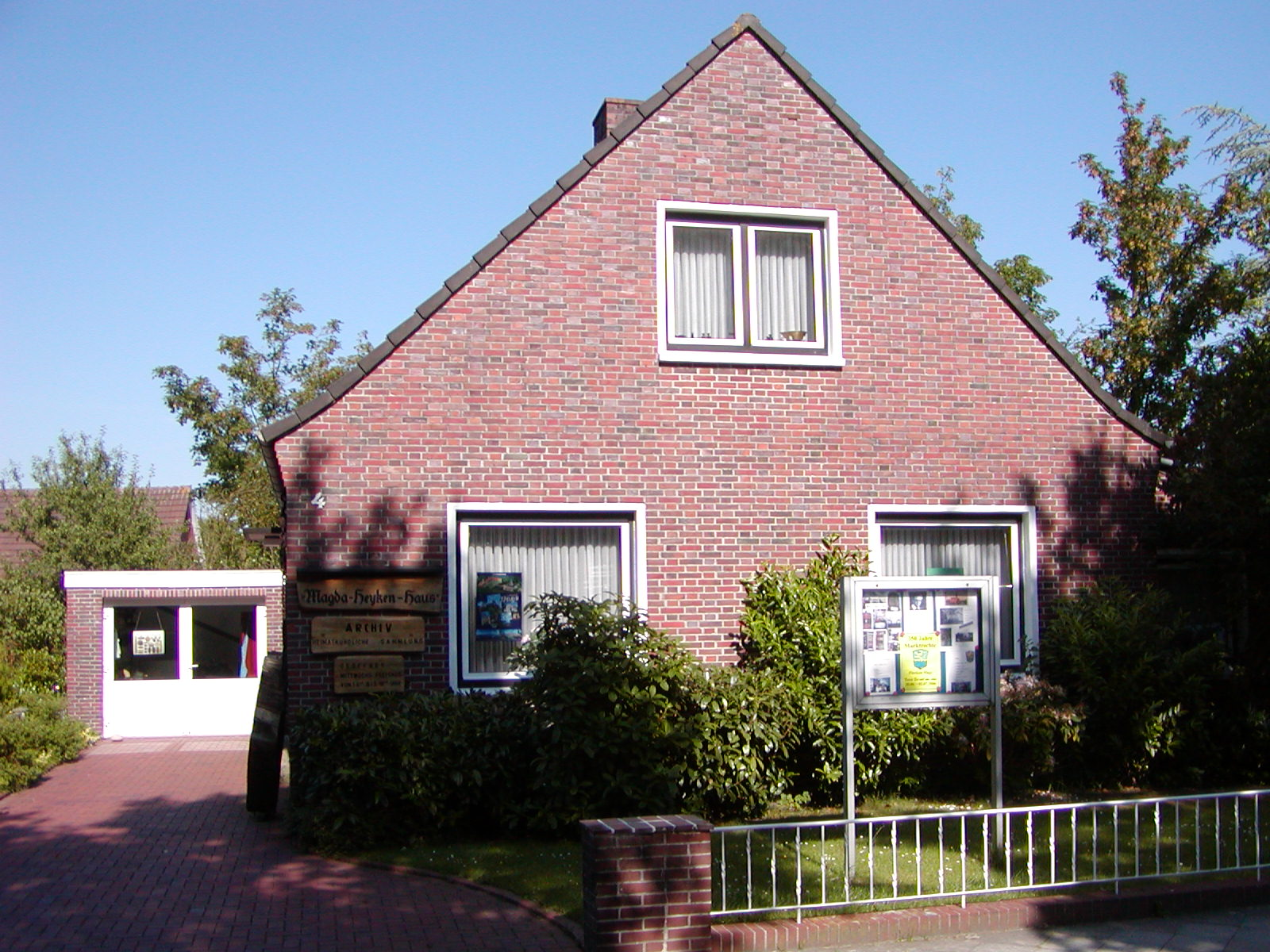
Magda-Heyken-Haus

Die St.-Ansgari-Kirche stammt aus der Zeit um 1220. Der spätgotische Chor wurde Ende des 15. Jahrhunderts angebaut. Dirk Lohman baute 1776–1783 die Orgel unter Verwendung von Pfeifenmaterial aus dem 17. Jahrhundert.
Die Hager Mühle von 1873/1880 ist eine Galerieholländermühle. Sie ist mit 30,20 Meter bis zur Kappenspitze die höchste Mühle in Ostfriesland und ganz Deutschland. Vorgängerbauten waren die hölzerne Bockwindmühle, die um 1597 erbaut und 1852 abgebrochen wurde sowie die Ständermühle von 1852/1853, die 1872 durch Feuer zerstört wurde. Die Hager Windmühle wurde ursprünglich 1873 von Claas Hinrich Bruns gebaut und 1880 durch Blitzschlag teilweise zerstört, anschließend aber wieder aufgebaut und mit einem weiteren Stockwerk versehen. 1931/1932 wurde ein Speicher und die Weizenmühle hinzugefügt. Die Weizenverarbeitung musste in den 1960er Jahren wegen Unrentabilität eingestellt werden. 1965 übernahm die Schelten-Peterssche Vermögensverwaltung die Hager Windmühle mitsamt Nebengebäuden und sanierte sie ab 1995. Nach umfangreicher Restaurierung hatte die Windmühle am 15. August 1997 eine neue Kappe erhalten, und auch das Flügelkreuz drehte sich wieder. Die Flügel sind mittlerweile wieder abgebaut, die Kappe dreht sich nicht mehr automatisch in den Wind.
Das Magda-Heyken-Haus beherbergt eine heimatkundliche Sammlung über den Ort Hage und Umgebung. Das 1959 erbaute Wohnhaus der Chronistin Magda Heyken wurde 1972 an den Flecken Hage als Geschenk übergeben unter der Bedingung, hier ein Heimatarchiv einzurichten. Die Eröffnung fand 1986 statt. Heute beherbergt das Magda-Heyken-Haus historische Akten, Dokumente, Fotos und Gemälde aus Hage und Umgebung. Außerdem ist hier eine Bibliothek und eine heimatliche Sammlung untergebracht.

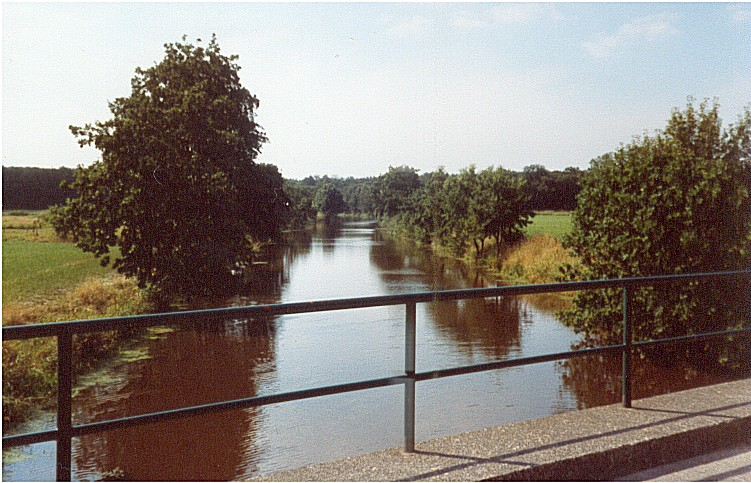
Hager Tief Brücke um 1990

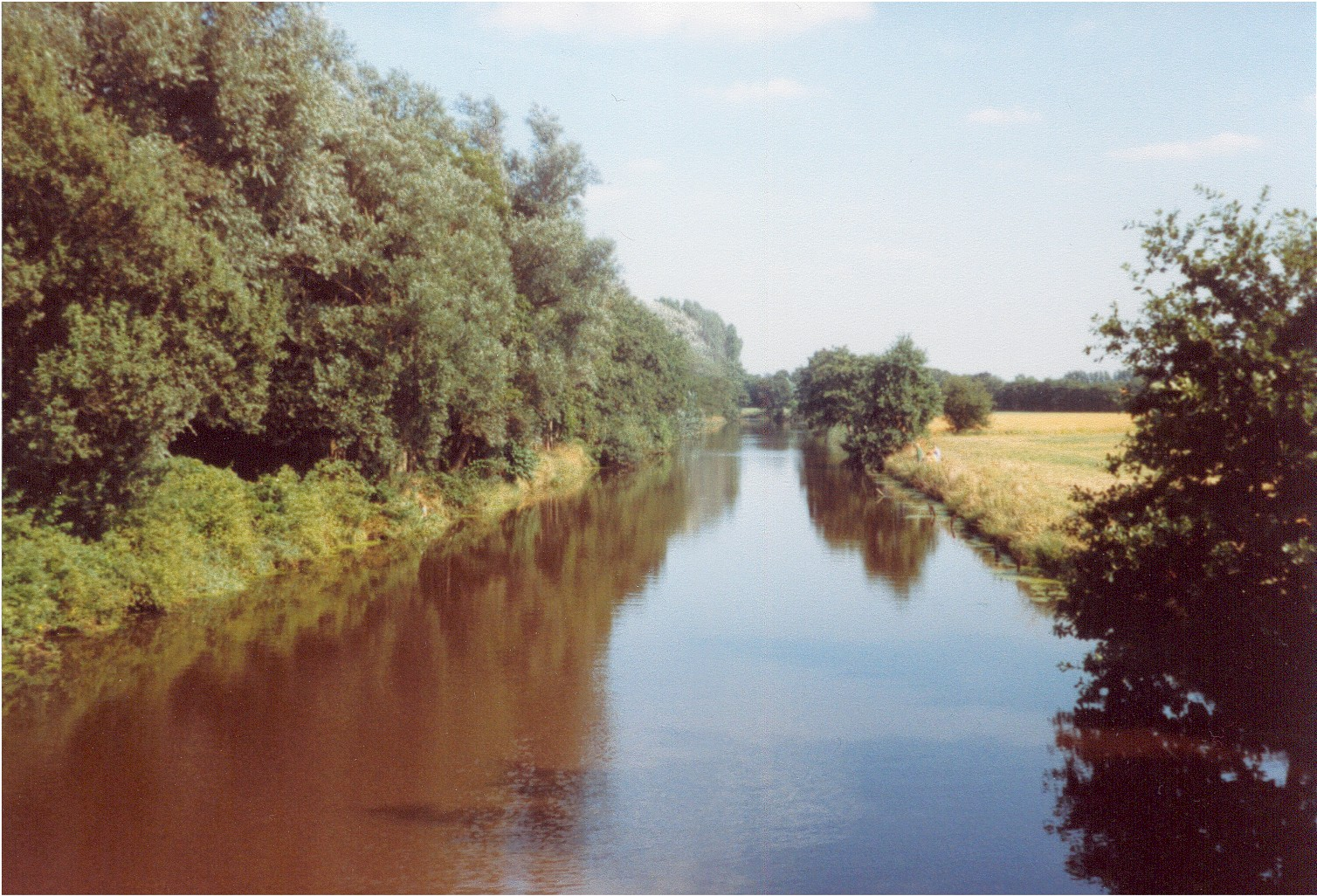
Hager Tief um 1990

### Hager Tief
1934/1935 wurde das Hager Tief vom Entwässerungsverband Norden zur Verbesserung der Entwässerung ausgebaut. Die Arbeiten wurden in mühsamer Kleinarbeit mit einfachen Spaten ausgeführt.

### Sport
- SV Hage (Fußball, Ballett, Tischtennis, Handball, Turnen, Volleyball, Völkerball)
- Einigkeit Hage (Boßeln/Klootschießen)

## Wirtschaft und Infrastruktur

### Öffentliche Einrichtungen
- Kurzentrum mit Ferienpark in Berum

### Bildung
- Kooperative Gesamtschule Hage
- Grundschule Hage

### Verkehr
Hage hat eine Station im Verlauf der Ostfriesischen Küstenbahn von Norden über Esens, Wittmund, Jever und Sande nach Wilhelmshaven. Der durchgehende Verkehr endete 1983. Östlich von Esens wurde die Strecke im Jahr 2000 modernisiert. Auf dem Abschnitt Norden – Dornum werden an bestimmten Terminen Verbindungen auf der Museumseisenbahn Küstenbahn Ostfriesland des Vereines MKO e. V. durchgeführt.

## Persönlichkeiten

### Söhne und Töchter des Ortes
- Elisabeth Allmers (1930–2024), geb. Büttger, deutsche Verlegerin
- Friedrich Arends (1782–1861), Geograph und Kulturhistoriker
- Gerhard Bolt, erster Samtgemeindebürgermeister (Bild mit Willy Brandt siehe unten)
- Weert Canzler (* 1960), Sozialwissenschaftler und Mobilitätsforscher
- Jan Cornelius (* 1953), Liedermacher
- Jürn Cornelius (* 1957), deutscher  Musiker und Schauspieler
- Hendrik Deijman (* um 1700), Unterkorporal bei der Niederländischen Ostindien-Kompanie
- Johann Diederich Deimann (1731–1783), holländischer evangelischer Prediger
- Johan Rudolph Deiman (1743–1808), deutsch-niederländischer Mediziner und Chemiker
- Hermann Dinkla (* 1943), deutscher Politiker (CDU)
- Ralf Ewen (* 1972), deutscher Fußballspieler
- Hans-Werner Fischer-Elfert (* 1954), deutscher Ägyptologe
- Gitta Franken (* 1959), niederdeutsche Autorin und Liedermacherin
- Frieda Klein (1944–1963), Todesopfer an der innerdeutschen Grenze
- Edo Friedrich Peterssen (1827–1900), Reichstagsabgeordneter aus Berum
- Hardy Pundt (* 1964), Geoinformatiker und Schriftsteller
- Hermann H. Swalve (* 1957), Tierzuchtwissenschaftler und Hochschullehrer
- Christine Bourbeck (1894–1974), Theologin und Religionspädagogin

### Persönlichkeiten, die vor Ort gewirkt haben
- Dieter Eilts (* 1964), deutscher Fußballer, spielte von 1970 bis 1984 für den SV Hage
- Bartholomäus Meyer (1644–1714), lutherischer Pfarrer
- Theodor J. Reisdorf (1935–2015), deutscher Kriminalautor
- Carl-Edzard Schelten-Peterssen (1921–1995), deutscher Politiker (NSDAP, CDU)